# Literaturcafé (Sankt Petersburg)

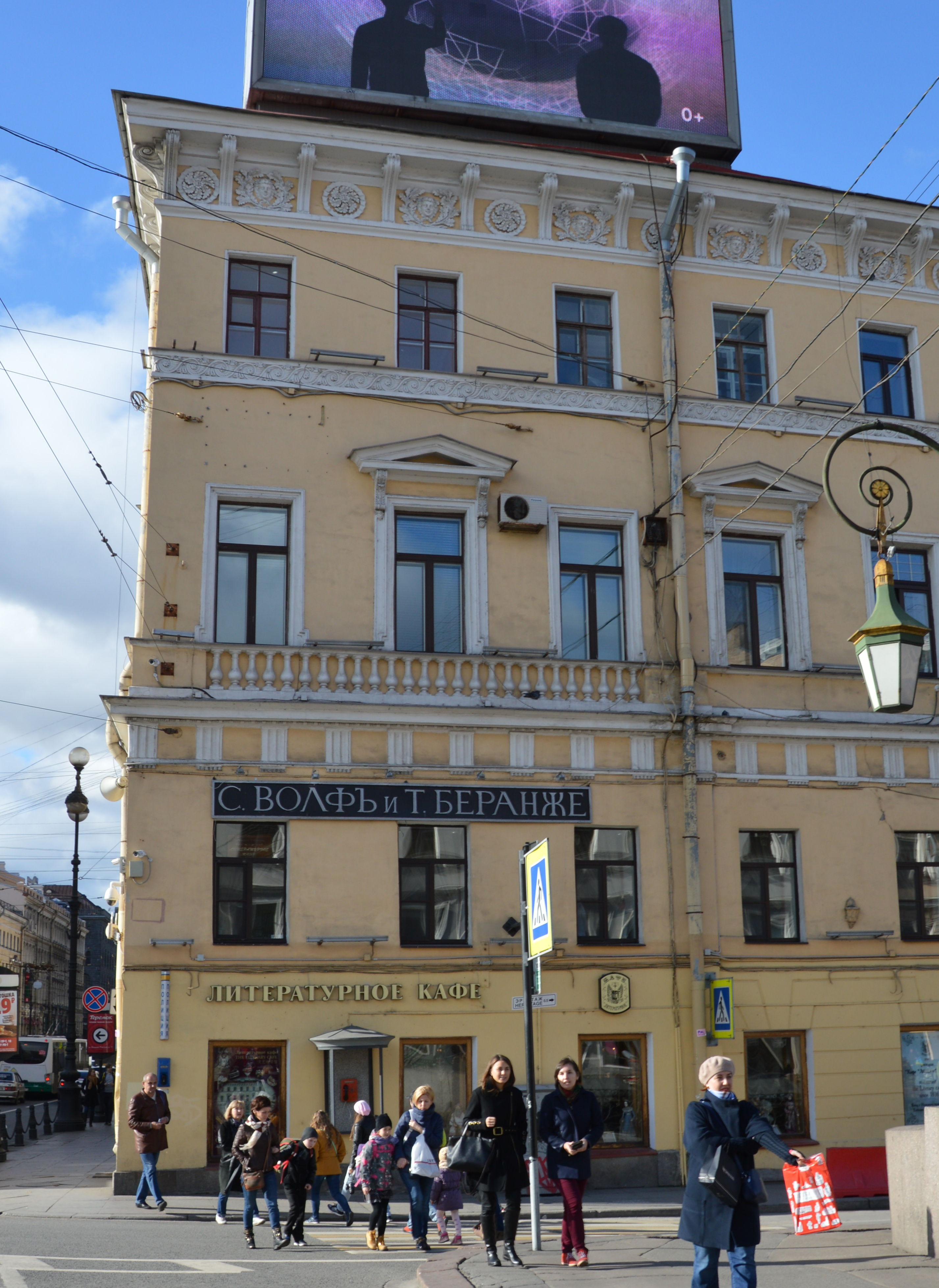
Literaturcafé

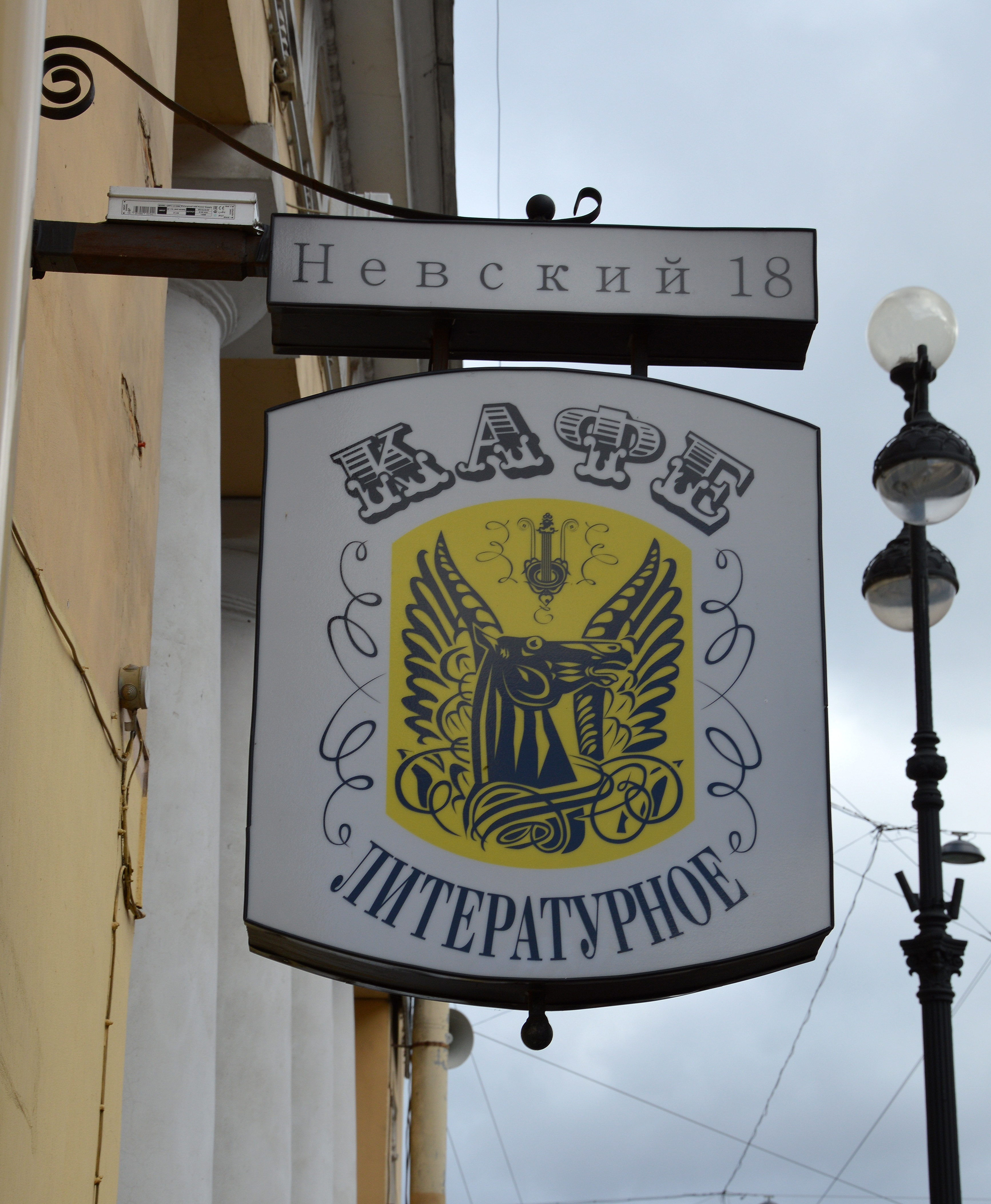
Straßenschild

Das Literaturcafé (russisch Кафе „Литературное“) ist ein traditionelles Restaurant in Sankt Petersburg in Russland.

## Lage
Es befindet sich am Newski-Prospekt 18, unmittelbar neben der Grünen Brücke über die Moika.

## Geschichte
Das Gebäude in dem sich das Literaturcafé befindet, wurde von 1812 bis 1815 vom Architekten Wassili Petrowitsch Stassow unter Einbeziehung älterer Bauten errichtet. Ursprünglich stand an dieser Stelle das Haus des Admirals Cornelius Cruys (1657–1727), in dem sich bereits eine Schenke und ein Weinkeller befand. 1739 gelangte es in den Besitz des Schneiders Johann Neumann. Im Gebäude befand sich das erste Wachsmuseum Sankt Petersburgs. Im Jahr 1743 betrieb der deutsche Kaufmann Johann Albrecht in dem Gebäude seine Geschäfte. Unter dem Namen Rotterdam betrieb der niederländische Händler Le Roa ein Geschäft, in welchem Selterswasser, Schokolade, Vanille und Tinte verkauft wurde. Später ging das Haus an den Händler Kotomin. Er ließ das heutige Gebäude errichten. Stassow gab dem Haus einen prächtigen Portikus. An den Gebäudeecken wurden ursprünglich Loggien aus vier Säulen errichtet.
Die Geschichte des Literaturcafés selbst geht auf das Jahr 1816 zurück. Der französische Bäcker Valot und der Schweizer Konditor Tobias Branger aus Davos, der sich Beranger nannte, eröffneten in diesem Jahr in dem Haus eine Konditorei. Es war das erste Geschäft in Sankt Petersburg, in dem man heiße Schokolade trinken konnte. Darüber hinaus gab es diverse weitere Spezialitäten, so Schokoladeneier mit Darstellungen aus dem Russisch-Türkischen-Krieg. Nach dem Tode Valots trat Salomon Wolf, der wie Branger aus Davos in der Schweiz stammt,  an seine Stelle. Die Konditorei wurde unter dem Namen Salomon Wolf und Tobias Beranger bekannt. Es gab Süßwaren als Ritter-Figuren, Märchenschlösser und Porträts und Büsten bekannter Personen. Außerdem wurde Naschwerk in Form von Buchstaben verkauft. Das Café wurde im Laufe der Zeit erweitert. Es gab nun auch herzhafte Gerichte der europäischen und russischen Küche.
Außerdem gab es in den 1820er Jahren im Café die größte Auswahl von ausländischen Zeitungen und Zeitschriften. Im Café trafen sich russische Schriftsteller und Journalisten. Sie lasen die unzensierte ausländische Presse und diskutierten. Das Café wurde so zu einem wichtigen Treffpunkt russischer Intellektueller, vor allem von Journalisten, Literaturwissenschaftlern, Schriftstellern und Verlegern. Zu den Stammgästen gehörte der in der Nähe wohnende Alexander Puschkin. Er kam am 27. Januar 1837 um 16:00 Uhr in das Café und wartete hier auf seinen Sekundanten, Oberst Konstantin Dansas, der ihn zu einem Duell begleiten sollte. Beim Warten trank er Tee oder Limonade und schaute auf den Newski-Prospekt. Beim Duell mit Georges-Charles de Heeckeren d’Anthès wurde er weniger als eine Stunde nach dem Besuch im Café schwer verletzt. Er erlag seinen Verletzungen zwei Tage später.
Fjodor Dostojewski war in den 1840er Jahren Gast im Café. 1846 wurden die Gehsteige vor dem Haus verbreitert, dabei wurde sowohl der Portikus als auch die Loggien entfernt. 1893 soll Pjotr Iljitsch Tschaikowski im Café Gift zu sich genommen haben, an dem er dann verstarb. Weitere bekannte Gäste waren Michail Jurjewitsch Lermontow, Iwan Sergejewitsch Turgenew und Nikolai Alexejewitsch Nekrassow.
Die Wiedereröffnung des heutigen Cafés erfolgte im Jahr 1985.

## Ausstattung  und gastronomisches Konzept
Das Literaturcafé ist im Erdgeschoss und im ersten Obergeschoss des Hauses untergebracht. Im Eingangsbereich des Cafés sitzt eine Alexander Puschkin darstellende Figur. Die Wände sind mit Porträts russischer Schriftsteller geschmückt. Die Kleidung von Empfangsdame und Portier ist der Mode des 19. Jahrhunderts nachempfunden. An Speisen werden traditionelle russische Gerichte und europäische Küche angeboten, zubereitet nach Rezepten des 19. Jahrhunderts. Auf der Speisekarte stehen auch Lieblingsgerichte Puschkins.
Das Café gliedert sich in zwei Bereiche. Im Erdgeschoss befindet sich das Grand Café Literaturnoje und das im ersten Obergeschoss eingerichtete Restaurant Literaturcafé. Hier wird die nostalgische Einrichtung von schweren Gardinen und grünen Lampenschirmen dominiert. An den Wänden befinden sich historische Stadtansichten von Sankt Petersburg. Darüber hinaus hängt dort ein Wandteppich auf dem die Bücherregale so abgebildet sind, wie sie im Haus Puschkins standen. Auf den Fensterbänken stehen von russischen Künstlern angefertigte Puppen, die Figuren aus Märchen Puschkins darstellen. Bemerkenswert sind die an den Wänden befindlichen Plaketten, auf denen bekannte Gäste des Cafés benannt sind. Darunter befinden sich Margaret Thatcher und Michail Gorbatschow.